# G. William Miller

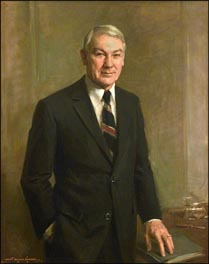
Porträt von G. William Miller im US-Finanzministerium

George William Miller (* 9. März 1925 in Sapulpa, Oklahoma; † 17. März 2006 in Washington, D.C.) war ein US-amerikanischer Politiker, Finanzminister sowie Präsident des Federal Reserve System.

## Studium und berufliche Laufbahn

### Studium und Tätigkeit als Rechtsanwalt
Nach dem Schulbesuch absolvierte er von 1942 bis 1945 ein Studium der Marineingenieurwissenschaften an der United States Coast Guard Academy (USCGA), das er 1945 mit dem Bachelor of Science in Marine Engineering (B.Sc. M.E.) abschloss. Anschließend war er vier Jahre Offizier der Küstenwache im Fernen Osten sowie an der Westküste der Vereinigten Staaten. Danach absolvierte er ein Studium der Rechtswissenschaften an der University of California in Berkeley (Kalifornien), das er 1952 mit einem Bachelor of Laws (LL. B.) abschloss. Danach trat er in die 1819 gegründete Kanzlei Cravath, Swaine & Moore in New York City als Rechtsanwalt (Attorney) ein.

### Aufstieg zum Chairman von Textron und Funktionen unter Präsident Lyndon B. Johnson
1956 trat Miller in den Dienst des US-amerikanischen Mischkonzerns Textron. Bereits 1957 wurde er Vizepräsident und 1960 nach dem Ausscheiden des Firmengründers dessen Präsident. 1968 wurde er zunächst Chief Executive Officer (CEO) und dann 1974 zusätzlich Chairman von Textron.
Zwischenzeitlich war er 1963 bis 1965 zusätzlich auch Vorsitzender eines Beratungsgremiums der Industrie in einem Komitee unter Präsident Lyndon B. Johnson, das sich mit der Chancengleichheit auf dem Arbeitsmarkt beschäftigte. Unter Johnson war er von 1966 bis 1967 auch Mitglied des Nationalen Rates für Geisteswissenschaften. Schließlich gehörte er auch dem Club of Rome an.

## Politische Laufbahn

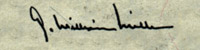
Unterschrift von Miller auf US-$-Banknoten

### Vorsitzender des Federal Reserve System
Am 8. März 1978 wurde er Vorsitzender des Federal Reserve System, des Zentralbank-Systems der Vereinigten Staaten (Fed). Als er dieses Amt von seinem Vorgänger Arthur F. Burns übernahm, befand sich die US-Wirtschaft in einer schlechten Lage, verbunden mit einer hohen Inflation. Die von ihm dagegen eingeleiteten Maßnahmen zeigten jedoch keine ersichtlichen Erfolge. Am 17. Juli 1978 befand sich eine Karikatur von ihm unter der Überschrift "Inflation Fighter" auf der Titelseite des TIME-Magazine.

### Finanzminister unter Präsident Carter und Rettung von Chrysler
Am 6. August 1979 wurde er von Präsident Jimmy Carter im Rahmen einer Kabinettsumbildung als Nachfolger von W. Michael Blumenthal zum Finanzminister der USA ernannt. Diese Kabinettsumbildung wurde jedoch durch Millers Ambitionen auf Blumenthals Amt angespornt. Nachfolger als Präsident des Federal Reserve System wurde Paul Volcker.
Während seiner Amtszeit stand der Automobilkonzern Chrysler 1979 vor dem Konkurs. Miller brachte einen Gesetzesentwurf (Chrysler Corporation Loan Guarantee Act of 1979) in den US-Kongress ein, der umfangreiche staatliche Bürgschaften (Staatliche Lohngarantie in Höhe von 1,5 Milliarden US-$) vorsah und Chrysler unter dem damaligen neuen CEO Lee Iacocca vor dem Konkurs rettete.
Miller war er der einzige Politiker, der sowohl Präsident des Fed als auch Finanzminister war. Auch wenn Miller ein begabter Geschäftsführer war, schlug seine Wirtschaftspolitik in Bezug auf die Bekämpfung der Inflation und die Senkung der Arbeitslosenquote jedoch fehl. Letztendlich war insbesondere die schwache Wirtschaftslage Hauptgrund der Niederlage von Präsident Carter bei den Wahlen 1981 gegen Ronald Reagan.
Nachfolger als Finanzminister der neuen Regierung von Reagan wurde Donald Regan.

## Ämter und Auszeichnungen in den letzten Lebensjahren
Nach seinem Rückzug aus der Politik war Miller nicht nur Vorsitzender der von ihm gegründeten G. Miller Merchant Bank Inc. in Connecticut, sondern auch von 1983 bis 1987 Schatzmeister des American Red Cross (ARC), Stellvertretender Präsident der National Academy of Sciences (NAS) von 1989 bis 1992 sowie von 2000 bis 2005 Vorsitzender des H. John Heinz III-Zentrums für Wissenschaften, Wirtschaften und Umwelt.
Miller wurden wiederholt akademische Ehrentitel verliehen. Darüber hinaus war er Gastwissenschaftler an der University of California sowie 1984 Inhaber der Lloyd-Bentsen-Professur für Beziehungen zwischen Staat und Wirtschaft an der Lyndon B. Johnson School für öffentliche Verwaltung der Texas State University-San Marcos.